# Анна Федорівна
Анна Федорівна (уроджена принцеса Юліана-Генріетта-Ульріка Саксен-Кобург-Заальфельдська; 23 вересня 1781, Кобург — 15 серпня 1860, маєток Ельфенау (нині у межах Берна), Швейцарія) — Велика княгиня, дружина цесаревича великого князя Костянтина Павловича. Була третьою дочкою Франца Фридріха Антона, герцога Саксен-Кобург-Заальфельдського та Августи-Кароліни Рейсс фон Еберсдорф (1757—1831). Леопольд I, король Бельгії був її братом, а королева Вікторія та Фердинанд II Португальський — її небожами.

## Біографія
Юліана-Генріетта-Ульріка народилася в багатодітній родині герцога Франца Фрідріха Антона і була третьою дитиною з десяти. Самого герцога Франца знали як вельми освічену людину, він захоплювався ботанікою і астрономією. Його дружина, Августа-Кароліна-Софія, уроджена графиня Рейсс-Еберсдорф, відрізнялася розумом та енергійним характером. Усі діти герцогського подружжя отримали добре виховання.

## Шлюбні плани
Одруживши старшого онука Олександра, Катерина II незабаром взялася влаштовувати долю молодшого Костянтина, хоча йому тільки виповнилося чотирнадцять років. Імператриця не без гордощів говорила про юного великого князя, що він є завидною партією для багатьох наречених Європи, адже Костянтин був наступним за Олександром спадкоємцем могутньої імперії. Ще до початку пошуків несподівано надійшла пропозиція від королівського двору Неаполя. Король Обох Сицилій Фердинанд I та його дружина Марія Кароліна Австрійська (сестра королеви Франції Марії Антуанетти) висловили бажання віддати за великого князя Костянтина одну з багатьох своїх дочок. Катерина відреагувала на таку пропозицію навідріз негативно. У 1793 році імператриця писала про неаполітанський двір, якому «досить недоречно забажалося нагородити нас одним зі своїх виродків».
У 1795 році з таємною місією правлячими дворами Європи вирушає генерал Андрій Яковлевич Будберг. З величезного списку наречених він повинен був особисто відібрати кандидаток в наречені великого князя Костянтина. Дорогою генерал захворів і змушений був зупинитися в Кобурзі, де він звернувся до знайомого лікаря барона Христиана-Фридріха Штокмара, який, дізнавшись мету візиту генерала, порадив звернути увагу на кобургських принцес — доньок герцога Саксен-Кобург-Заальфельдського Франца. Будберг далі нікуди не поїхав та повідомив Петербург, що бажане знайдено.

Після невеликої перевірки Катерина II дала згоду. Імператриця надала дозвіл Будбергу «розкрити карти» перед герцогинею Августою-Кароліною Рейсс фон Еберсдорф. Як тільки та дізналася, що одна з її доньок може стати дружиною російського великого князя, то була у захваті: вона розуміла всю користь від цього шлюбу для маленького герцогства. Однак у Європі були й інші думки. Наприклад, Массон де Бламон, Шарль-Франсуа Філібер (який сам приїхав до Росії на заробітки, прослужив 10 років і поїхав, лише опинившись в немилості в імператора Павла) у своїх спогадах «Секретні записки про Росію» писав про незавидну роль німецьких наречених:
 Юні і зворушливі жертви, яких Німеччина посилає в данину Росії, як колись Греція посилала своїх дівчат на поталу Мінотавру… Ця помпа, що вас оточує, ці багатства, якими вас покривають, не ваші… Звичайно, ваш жереб гідний сліз тих, хто вам заздрить … 

## Життя в Росії
На запрошення російського двору Юліана зі своїми старшими сестрами Софією (1778—1835) і Антуанеттою (1779—1824) і матір'ю прибула до Петербурга 6 жовтня 1795 р., де була обрана Катериною II за дружину Костянтину. Імператриця писала: 
Спадкоємиця принцеса Саксен-Кобурзька прекрасна, гідна поваги жінка, доньки у неї гарненькі. Шкода, що наш наречений повинен вибрати тільки одну, добре б залишити всіх трьох. Але, здається, наш Паріс віддасть яблуко молодшій: ось побачите, що він віддасть перевагу Юлії … а й справді, пустунка Юлія найкраща
Хоча Адам Єжи Чарторийський писав у своїх «Спогадах» :
Йому був наданий імператрицею наказ одружитися з однією із принцес, до того ж йому був наданий лише вибір майбутньої дружини. 
 Підтверджує це і графиня Головіна Варвара Миколаївна :
 Через три тижні примусили великого князя Костянтина зробити вибір. Мені здається, що він не бажав одружуватися. 
 2 лютого 1796 Юліана-Генріетта прийняла православ'я і стала зватися великою княжною Анною Федорівною. Весілля відбулося 26 лютого 1796. Нареченій ще не було п'ятнадцяти років, а нареченому — шістнадцяти.
Шлюб був невдалим. Пристрасть Костянтина Павловича до всього військового та непередбачуваність його поведінки відбилися на принцесі. Його ніжність змінювалася грубістю і образливою поведінкою щодо юної дружини. Наприклад, одного разу він посадив Анну Федорівну в одну з величезних ваз в Мармуровому палаці і почав стріляти по них. Терпіти характер чоловіка, його зухвалі витівки принцесі ставало все важче. Не могла розраховувати вона і на підтримку імператора Павла І, адже її вибрала настільки зненавиджена ним мати. Тим часом дорослішаючи, Анна Федорівна ставала все привабливішою, і в суспільстві її звали «вечірньої зіркою». Великий князь Костянтин почав її ревнувати, навіть до брата Олександра І. Він забороняв їй виходити з кімнат, а, якщо вона виходила, то він з'являвся та відводив її назад. Графиня В. Н. Головіна згадувала:
Анні Федорівні важко жилося від нестерпного характеру, якого ніхто не міг приборкати. Його грубі витівки, відсутність будь-якого такту перетворювали подружнє життя на справжню каторгу, і скромна Анна Федорівна потребувала дружбі з Єлизаветою Олексіївною (імператриця), вміла залагоджувати часті негаразди подружжя…
Три роки потому у 1799 році Анна Федорівна залишила Росію для лікування і не забажала повертатися. Вона приїхала до рідних в Кобург, але не знайшла в них підтримки, оскільки вони дбали про репутацію родини та фінансове становище Анни Федорівни і своє власне. З Кобурга вона переїхала лікуватися на води. У цей час у Петербурзі дізналися про її плани. Під тиском імператорської і власної родин Анна Федорівна була змушена повернутися до Росії. У жовтні 1799 планувалися весілля сестер її чоловіка Олександри і Олени. Велика княгиня зобов'язана була на них бути присутньою.

Лише після вбивства імператора Павла в 1801 в Анни Федорівни з'явилася можливість здійснити свій план. Незабаром їй повідомили, що важко захворіла герцогиня Августа. Імператор Олександр I, який добре ставився до невістки, дозволив їй відвідати матір, Костянтин Павлович теж не був проти, у нього починався черговий роман. Анна Федорівна їде в Кобург, більше до Росії вона не повернеться. Майже одразу вона починає вести переговори про розлучення з чоловіком. Костянтин Павлович пише у відповідь на її лист :
 Ви пишете, що залишили мене через від'їзд до чужих країв тому, що ми не схожі один з одним вдачею, через що ви не можете любити мене. Але покірно прошу вас, для заспокоєння себе і мене в улаштуванні жереба життя нашого, усі ці обставини підтвердити письмово, а також, що окрім цієї інших причин ви не маєте. 
 Але у 1803 проти розлучення виступила імператриця Марія Федорівна, яка боялася повторного морганатичного шлюбу Костянтина Павловича і сказала, що розлучення завдасть шкоду репутації великої княгині.
У 1814 під час знаходження російських військ у Франції, під час антинаполеонівської кампанії, Костянтин Павлович відвідав свою дружину. Імператор Олександр побажав примирення подружжя. Але Анна Федорівна рішуче відмовилася.
Офіційно шлюб розірвано маніфестом Олександра I 20 (8) березня 1820. При цьому її статус ніскільки не постраждав. Анна Федорівна марно побоювалася несприятливого для себе суспільного резонансу. На ставленні до неї європейського суспільства це не відзначилося, а навпаки, всі співчували їй, що через «слабке здоров'я» вона не змогла бути дружиною Костянтина Павловича.

## Життя за кордоном

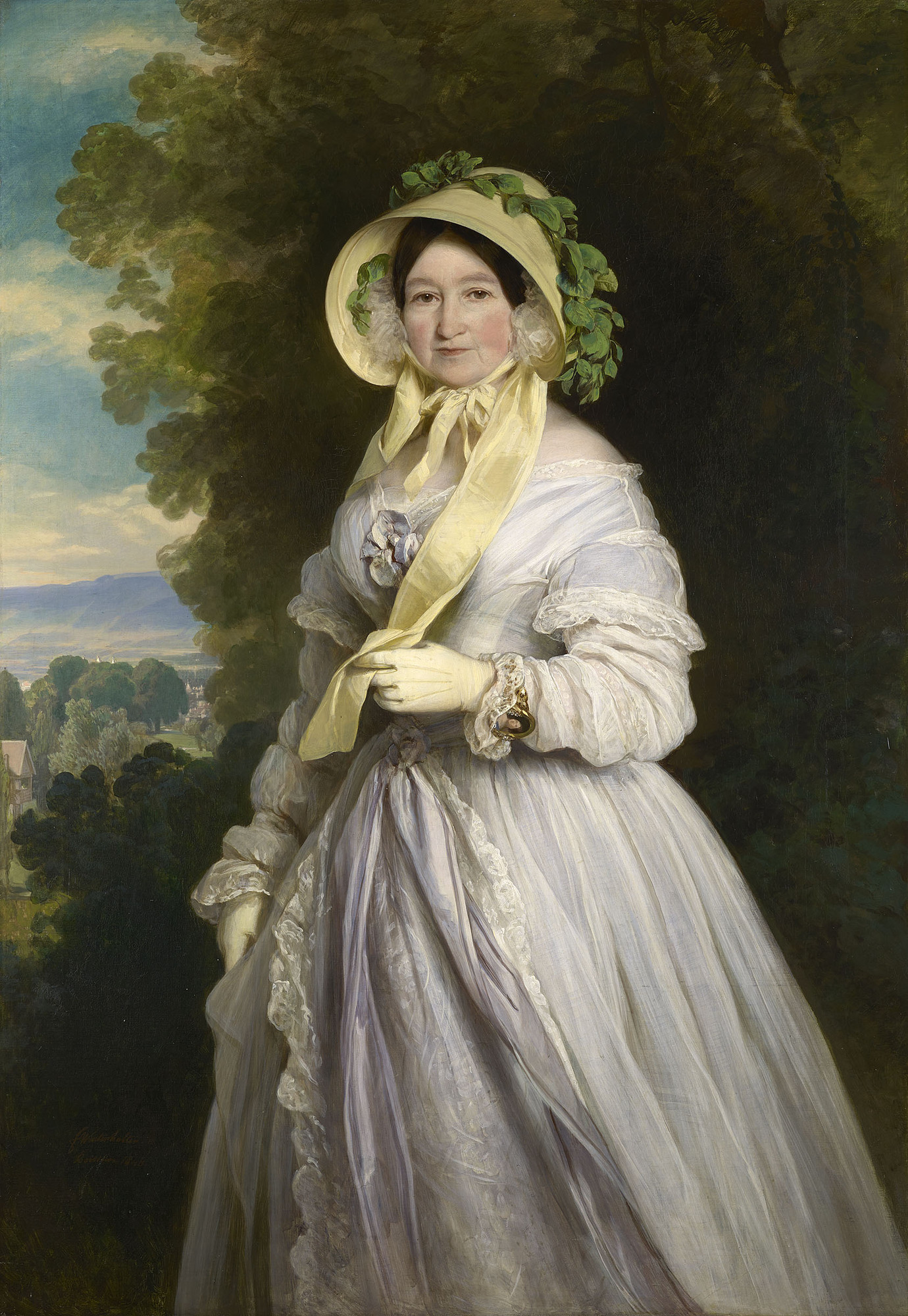

Юліана-Генріетта-Ульріка дуже полюбляла музику, і її будинок був одним із центрів музичного життя тієї епохи. На її прийомах, які вона влаштовувала в Ельфенау, бували дипломати з різних країн, що знаходилися в Берні. Постійно зустрічаючись з персонами високого рангу, Анна Федорівна не могла залишатися недосвіченої у політиці. Але вона не дуже розумілась на ній і не збиралася грати в ній ніякої ролі.
Була матір'ю двох незаконних дітей: сина Едуарда Едгара, народженого 28 жовтня 1808 від дрібного французького дворянина Жюля де Сеньє (хлопчик отримав дворянський титул і прізвище Левенфельс від брата Анни Федорівни герцога Ернста Саксен-Кобург-Саарфельд декретом від 18 лютого 1818) і дочки Луїзи-Хільди-Агнеси д'Обер, народженої 1812 року від швейцарського професора, хірурга Рудольфа Абрахама де Шиферлі. Щоб уникнути скандалу, дівчинку удочерив французький біженець Жан Франсуа Жозеф д'Обер. Після цього вона придбала маєток Ельфенау на Ааре, узявши його назву як прізвище і провела там залишок свого життя.
У 1830 її позашлюбний син одружився зі своєю кузиною Берті, позашлюбною дочкою герцога Ернста. Це була єдина радість у часи втрат. Вона втратила майже все, що було їй дороге — мати, доньку (померла восени 1837), двох сестер, відданого друга Шиферлі (помер 3 червня 1837), захисника Олександра I, подругу юності Єлизавету… Велика княгиня писала, що її дім став «будинком скорботи».
Померла Анна Федорівна 15 серпня 1860. Труну княгині помістили у склеп під мармуровою плитою, на якій був вибитий напис «ЮЛІЯ — АННА» і дати життя та смерті (1781—1860). І нічого більше, що вказувало б на походження принцеси Саксен-Кобурзької та Великої княгині Російської.

Герцогиня Александріна (дружина її племінника Ернста II) писала:
 Скорбота, мабуть, буде загальною, бо тітку надзвичайно любили і поважали, оскільки вона багато уваги приділяла благодійності на користь численних бідних та незаможних. 

## Нагороди
- Орден святої Катерини 1 ступеня (7 жовтня 1795)[6].